# All I Have (album)
All I Have – debiutancki album studyjny amerykańskiej wokalistki R&B, Amerie wydany na przełomie lipca i sierpnia 2001 roku. Najwyższą pozycję, jaką krążek uzyskał na notowaniu najlepiej sprzedających się albumów Billboard 200 w Stanach Zjednoczonych, to #9 znajdujących się na liście przez siedemnaście tygodni w tym cztery tygodnie w Top 20 wcześniej wspomnianego notowania. Album został odznaczony certyfikatem złotej płyty przez RIAA.

## Lista utworów
1. "Why Don’t We Fall in Love" – 3:05
2. "Talkin’ To Me" – 3:54
3. "Nothing Like Loving You" – 3:51
4. "Can’t Let Go" – 4:21
5. "Need You Tonight" – 3:49
6. "Got to Be There" – 3:01
7. "I Just Died" – 3:29
8. "Hatin' on You" – 3:57
9. "Float" – 4:03
10. "Show Me" – 4:14
11. "All I Have" – 4:08
12. "Outro" – 1:03

- Edycja japońska

Wydany 19 lutego 2003
13. "Just What I Needed to See" – 3:15
14. "Why Don’t We Fall in Love" (Main Mix featuring Ludacris) – 3:30
15. "Why Don’t We Fall in Love" (Richcraft Remix) – 3:36

## Pozycje na listach
| Lista sprzedaży (2002)               | Najwyższa pozycja |
| ------------------------------------ | ----------------- |
| USA Billboard 200                    | 9                 |
| USA Billboard Top R&B/Hip-Hop Albums | 2                 |
| Japonia Oricon Albums Chart          | 181               |